# Bounding Main
Bounding Main ist ein amerikanisches A-cappella-Sextett, das traditionelle Shanties und maritime Musik spielt.
Seit der Gründung 2003 treten Bounding Main in Kostümen historischer Seeleute auf. Sie singen sowohl traditionelle Shanties und Balladen aus den letzten 400 Jahren als auch neuere maritime, zum Teil selbst komponierte Musik.
Ihr Fanclub nennt sich die Bounding Mainiacs.

## Geschichte
Bounding Main wurde gegründet, als Dean Calin fünf andere erprobte Theaterschauspieler Christie Dalby, Gina Dalby, Maggie Hannington, Jon Krivitzky und David Yondorf fragte, ob sie zusammen maritime Musik machen wollen. Die Gruppe traf sich am 19. Januar 2003 zum ersten Mal zum Proben und tritt seitdem zusammen auf. Die Gruppe kommt aus der Gegend von Kenosha, Wisconsin.
Da alle sechs Schauspieler auch Sänger waren und traditionelle Shanties oft a cappella gesungen werden, entschied sich die Gruppe dafür, ihre Lieder auch a cappella (manchmal mit Percussion-Unterstützung) darzubieten. Bounding Main tritt bei maritimen Messen, auf Musik-Festivals, Windjammertreffen, Museumsveranstaltungen, Hafenfesten, Firmenevents und privaten Feiern auf.
Ihr erster Auftritt in Europa fand Anfang August 2008 auf dem Festival Maritim in Vegesack statt.

## Auszeichnungen
- Renaissance Festival Podcast Best Music Groups of 2006 (4. Platz), 2nd Annual Renaissance Festival Awards
- Renaissance Festival Podcast Best Music Groups of 2007 (4. Platz), 3rd Annual Renaissance Festival Awards

## Diskografie
- Maiden Voyage, 2004
- Lost at Sea, 2005
- Going Overboard, 2007
- Operation Share the Shanties, 2008
- Kraken Up, 2011
- Fish Out of Water, 2015